# André Georges (alpiniste suisse)
Pour les articles homonymes, voir André Georges.
Pas d'image ? Cliquez ici
André Georges, né le 20 septembre 1953 à La Sage dans le val d'Hérens, est un alpiniste et guide de haute montagne suisse. Il a gravi neuf des quatorze huit mille mètres de la planète et a réalisé de nombreuses ascensions solitaires et hivernales.

## Biographie
André Georges est issu d'une famille d'agriculteurs et de montagnards. Certains de ses parents ont été guides de montagne et son oncle était gardien de la cabane des Aiguilles rouges d'Arolla. Il est marié et a trois enfants.   
Se découvrant une passion précoce pour l'alpinisme, il fait les courses classiques du val d'Hérens dès ses 16 ans dont l'arête de Ferpècle à la dent Blanche. Il devient guide de haute montagne en 1975. Il réalise en 1976 la première ascension hivernale en solitaire de l'arête Nord de la dent Blanche. En 1982, il vient à bout pour la première fois en solitaire de la voie Cerruti-Gogna à la face nord du Cervin et en 1983, fait la première hivernale de la face nord de la Grande dent de Veisivi avec l'alpiniste belge Alain Hubert et Michel Siegenthaler. Sa rapidité et son endurance en montagne lui permettent d'accomplir plusieurs grands enchaînements de sommets dans des horaires records. À l'hiver 1985, il traverse en 18 jours 41 sommets dont 33 supérieurs à 4 000 m, des Mischabels au Weisshorn, avec Erhard Loretan. Au cours de sa carrière de guide, il a escaladé la dent Blanche 200 fois. 
En 1988, André Georges atteint, en compagnie de Jean-Marc Boivin, son premier sommet de plus de 8 000 mètres, l'Everest. Il fera ensuite l'ascension de neuf sommets de plus de 8 000 mètres parfois en solitaire,. En Antarctique, il réussit en 2001 dix premières sur les vertigineuses tours de granite de la terre de la Reine-Maud.
Il est aussi constructeur de chalets et éleveur de yacks. Lors des avalanches d’Evolène en 1999, André Georges était chef de la sécurité. Il a été condamné en 2006 à deux mois de prison avec sursis pour ne pas avoir ordonné la fermeture de la route entre Evolène et Les Haudères.
En 2013, il arrête l'alpinisme de haut niveau. Sur le tard, il se met à la peinture ayant toujours rêvé d'une carrière artistique.

## Liste d'ascensions
- 1974 : première de la face ouest du sommet nord des Bouquetins avec André Chévrier.
- 1976 : première de l'arête nord-nord-ouest de la dent Blanche.
- 1977 : première hivernale de la face ouest de la pointe sud des Douves Blanches.
- 1979 :
  - première hivernale en solitaire de l'arête nord-nord-ouest de la dent Blanche ;
  - première solitaire de la voie Cerruti-Gogna au Nez de Zmutt (face nord du Cervin).
- 1980 : première hivernale solitaire de l'arête sud-ouest (Schaligrat) du Weisshorn.
- 1983 :
  - première hivernale de la face nord de la Grande dent de Veisivi avec Alain Hubert et Michel Siegenthaler ;
  - première de l'arête est et traversée de la face sud de l'Ama Dablam.
- 1985 : grande traversée des plus hauts sommets valaisans avec Erhard Loretan sur 18 jours.
- 1986 :
  - enchaînement arête nord-nord-ouest de la dent blanche suivi de la voie Cerruti-Gogna au Nez de Zmutt (Cervin) avec Jean-Marc Boivin ;
  - traversée intégrale des sommets de plus de 4 000 m de la Couronne impériale de Zinal en moins d'une journée avec Armand Salamin.
- 1988 : arête sud-est de l'Everest (8 848 m) avec Jean-Marc Boivin.
- 1993 :
  - face nord-ouest du Cho Oyu (8 188 m) ;
  - arête nord du Shisha Pangma (8 027 m).
- 1994 : face est du Manaslu (8 163 m) avec Armand Salamin.
- 1996 :
  - première solitaire de l'arête est du Dhaulagiri (8 167 m) ;
  - première en solitaire de la voie espagnole à l'Annapurna (8 091 m).
- 1998 : face ouest du Lhotse (8 516 m).
- 1999 : Makalu (8 485 m).
- 2001 :
  - Gasherbrum II (8 035 m) ;
  - dix premières aux tours de la terre de la Reine-Maud (Antarctique).
- 2005 :
  - Nanga Parbat (8 125 m) ;
  - première hivernale de la directissime de l'arête nord de la dent Blanche.

## Ouvrages
- Aventures alpines tomes 1 et 2, Éditions La Matze, 1996.
- Une vie pour la montagne, Éditions Favre, 2011.